# Sassa Narimasa
En aquest nom japonès, el cognom és Sassa.
Sassa Narimasa (佐 々 成 政, 1539? -1588) va ser un dàimio del període Sengoku en la història del Japó.
Fill de Sassa Morimasa i germà petit de Magosuke, va servir a Oda Nobunaga. Va estar present durant les batalles d'Anegawa i Nagashino, per la qual cosa va rebre el feu de Fuchu, en Etchū, valorat en 100.000 kokus.
A la mort de Nobunaga va donar suport al fill de Nobunaga, Nobuo en contra de Toyotomi Hideyoshi, però va ser vençut per Maeda Toshiie, per la qual cosa es va rendir. Va ser perdonat i enviat al feu de Figa el 1587, però després de fallar en acabar amb una revolta a la seva província se li va ordenar que cometés seppuku el 1588.